# 中国写实画派
中国写实画派起源于北京写实画派，包括陈逸飞、艾轩等著名画家；画派以写实风格的油画人像为主，主张尊重传统文化和人文理性精神；画派成员大多拥有成熟的个人风格和艺术语言，代表了中国当代油画界的顶尖艺术水准。

## 发展
2004年，艾轩、杨飞云、王沂东发起成立了北京写实画派，画派成员共13人，包括艾轩、王沂东、杨飞云、袁正阳、胡建成、夏星、龙力游、张利、郑艺、翁伟、李贵君、张义波、朱春林。画派创立时成员达成共识：创作大众可以理解的写实艺术，并以年展形式展示画派最新的作品。
2005年，艾轩邀请陈逸飞加入北京写实画派；最终在陈逸飞的建议下正式更名为中国写实画派并广泛吸纳全国各地的一流写实画家，画派成员扩充至30人。

## 画派成员
陈逸飞
艾轩
杨飞云
王沂东
陈衍宁
徐芒耀
何多苓
刘孔喜
尚丁
袁正阳
郭润文
王宏剑
朝戈
张利
龙力游
夏星
李士进
王玉琦
徐唯辛
郑艺
翁伟
忻东旺
庞茂琨
冷军
殷雄
石良
李贵君
张义波
朱春林
王少伦
徐青峰

## 展览
- 2014 – 北京 – 中国美术馆, 中国写实画派十年展[2]